# Giulio Belli
Giulio Belli   (Longiano, 1560 (Gregorià) - Imola, dècada del 1620) fou un compositor italià de principis del Renaixement.
Fou canonge menor a Longiano i mestre de capella a Osimo, Imola i Venècia. Fou també un notable organista.
Va escriure nombroses obres, de les quals se'n publicaren: Cançons (Milà, 1586); Misses a cinc veus (Venècia, 1597); Misses a quatre veus (1599); Misses, lletanies i concerts religiosos (1600, 1605, 1607 i 1613); Salms per a vespres (1600, 1604 i 1615), i Misses a quatre, cinc, sis i vuit veus (1608).